# USA-podden
USA-podden, tidigare USA-valpodden, är ett poddradioprogram producerat av Sveriges Radio som hade premiär den 3 februari 2016. Programmet leds av Sara Stenholm Pihl tillsammans med Ekots utrikeschef Ginna Lindberg.
Programledarna med inbjudna gäster diskuterar i varje avsnitt den politiska utvecklingen i USA under veckan som gått. USA-podden publiceras varje onsdag eftermiddag.